# Liste der Kulturgüter in St. Moritz
Die Liste der Kulturgüter in St. Moritz enthält alle Objekte in der Gemeinde St. Moritz im Kanton Graubünden, die gemäss der Haager Konvention zum Schutz von Kulturgut bei bewaffneten Konflikten, dem Bundesgesetz vom 20. Juni 2014 über den Schutz der Kulturgüter bei bewaffneten Konflikten sowie der Verordnung vom 29. Oktober 2014 über den Schutz der Kulturgüter bei bewaffneten Konflikten unter Schutz stehen.
Objekte der Kategorien A und B sind vollständig in der Liste enthalten, Objekte der Kategorie C fehlen zurzeit (Stand: 13. Oktober 2021).

## Kulturgüter
| Foto |                                                                           | Objekt | Kat. | Typ | Standort                                | Beschreibung |
| ---- | ------------------------------------------------------------------------- | --- | ---- | --- | --------------------------------------- | ------------ |
| ja   | Datei hochladen · Wikidata zu Segantini Museum (Gebäude) (Q2265861)       | Segantini Museum KGS-Nr.: 3303                                                                                          | A    | G   | Via Somplaz 30 783818 / 151851          |              |
| ja   | Datei hochladen · Wikidata zu Segantini Museum (Sammlung) (Q56219612)     | Sammlung des Segantini-Museums KGS-Nr.: 8607                                                                            | A    | S   | Via Somplaz 30 783818 / 151851          |              |
| ja   | Datei hochladen · Wikidata zu Heilquellen in St. Moritz (Q1595440)        | Mauritiusquelle mit bronzezeitlicher Fassung / Funtauna da Mauritius cun enchaschament dal temp da bronz KGS-Nr.: 16353 | A    | F   | Plazza Paracelsus 10 784071 / 150820    |              |
| BW   | Datei hochladen                                                           | Dokumentationsbibliothek / Biblioteca da documentaziun KGS-Nr.: 3290                                                    | B    | S   | Plazza da Scuola 14 784212 / 152521     |              |
| ja   | Datei hochladen · Wikidata zu Französische Kirche (St. Moritz) (Q1450582) | Französische Kirche / Baselgia franzosa KGS-Nr.: 3304                                                                   | B    | G   | Plazza Paracelsus 3 784070 / 150770     |              |
| ja   | Datei hochladen · Wikidata zu Carlton Hotel St. Moritz (Q44522910)        | Grand Hotel Carlton KGS-Nr.: 3305                                                                                       | B    | G   | Via Johannes Badrutt 11 784819 / 152680 |              |
| ja   | Datei hochladen · Wikidata zu Badrutt’s Palace (Q584807)                  | Grand Hotel Palace KGS-Nr.: 3306                                                                                        | B    | G   | Via Serlas 27 784369 / 152359           |              |
| ja   | Datei hochladen · Wikidata zu Suvretta House (Q1650144)                   | Grand Hotel Suvretta House KGS-Nr.: 3307                                                                                | B    | G   | Via Chasellas 1 782820 / 150930         |              |
| ja   | Datei hochladen · Wikidata zu Grand Hotel Victoria (Q29785148)            | Grand Hotel Victoria KGS-Nr.: 3308                                                                                      | B    | G   | Via Rosatsch 18 784020 / 151000         |              |
| ja   | Datei hochladen · Wikidata zu Schiefer Turm und Kirchenruine (Q29785152)  | Schiefer Turm und Kirchenruine / Clutger tort e ruina da baselgia KGS-Nr.: 3309                                         | B    | G   | Via Brattas 1.1 784410 / 152660         |              |
| ja   | Datei hochladen · Wikidata zu Engadiner Museum (Q1341686)                 | Sammlung des Engadiner Museums KGS-Nr.: 10632                                                                           | B    | S   | Val dal Bagn 39 783970 / 151990         |              |
| ja   | Datei hochladen · Wikidata zu Café Hanselmann (Q29785144)                 | Café Hanselmann KGS-Nr.: 10805                                                                                          | B    | G   | Via Maistra 8 784255 / 152405           |              |
| ja   | Datei hochladen · Wikidata zu Paracelsus Trinkhalle (Q29785149)           | Paracelsus-Trinkhalle / Bavetta Paracelsus KGS-Nr.: 12492                                                               | B    | G   | Plazza Paracelsus 10 784079 / 150815    |              |